# Smolnitsa
Smolnitsa (bulgariska: Смолница) är ett distrikt i Bulgarien.   Det ligger i kommunen Obsjtina Dobritj-Selska och regionen Dobritj, i den nordöstra delen av landet, 400 km öster om huvudstaden Sofia.
Trakten runt Smolnitsa består till största delen av jordbruksmark. Runt Smolnitsa är det ganska tätbefolkat, med 222 invånare per kvadratkilometer.